# Secretaría de Industria y Comercio (Argentina, 1991)
La Secretaría de Industria y Comercio de Argentina fue un organismo público del Poder Ejecutivo Nacional con competencia en industria y comercio.

## Historia
Fue creada en 1990 bajo la denominación de Subsecretaría de Industria y Comercio y en 1991 pasó a denominarse secretaría, en el ámbito del Ministerio de Economía y Obras y Servicios Públicos.
En agosto de 1992 quedó constituida por las subsecretarías de Industria, de Comercio Exterior y de Comercio Interior.
En agosto de 1993 la secretaría quedó desdoblada en dos, una Secretaría de Comercio e Inversiones y una Secretaría de Industria.

## Titulares
| Secretario                          | Partido | Partido               | Periodo | Presidente   |
| ----------------------------------- | ------- | --------------------- | ------- | ------------ |
| Oscar Héctor Saggese                |         |                       | 1990    | Carlos Menem |
| Jorge Reynaldo Pereyra de Olarzábal |         |                       | 1989    | Carlos Menem |
| Juan Schiaretti                     |         | Partido Justicialista | 1993    | Carlos Menem |